# Желобово
Желобово — село в Сараевском районе Рязанской области России, административный центр Желобовского сельского поселения.

## Географическое положение
Село расположено на берегу реки Пожва в 20 км на запад от райцентра посёлка Сараи.

## История
Новое, что на Борках, называвшееся также по имени одного из владельцев Ивана Петрова Жолобова, Жолобовыми Борками в качестве села Старорязанского стана упоминается в окладных книгах 1676 года, где находившаяся в том селе церковь наименована Богородицерождественскою. Под 1681 годом в селе Новом при церкви Рождества Богородицы в причте значится три двора. В описи книг находящаяся в селе деревянная церковь названа Казанской. Время построения её с точностью неизвестно. В рапорте благочинного от 29 сентября 1797 года, между прочим прописано, что при нарушении престола в деревянной Казанской церкви найден был антиминс, выданный в 1689 году. Деревянная Казанская церковь в 1797 году с разрешения епархиального начальства была продана в село Муравлянку. Дело о построении в селе вместо деревянной каменной церкви началось с 1787 года. За смертью Василия Даниловича Шиловского заботу о постройке каменной церкви приняла на себя его вдова - Олимпиада Андреевна Шиловская, которой в сентябре 1797 года и подана была просьба о дозволении освятить в новоустроенной каменной церкви Дмитриевский придел. В том же году освящены была престолы в честь иконы Божьей Матери Казанской и в честь св. Николая . 
В XIX — начале XX века село входило в состав Кутло-Борковской волости Сапожковского уезда Рязанской губернии. В 1906 году в селе было 299 дворов.
С 1929 года село являлось центром Желобовского сельсовета Сараевского района Рязанского округа Московской области, с 1937 года — в составе Рязанской области, с 2005 года — центр Желобовского сельского поселения.

## Население
| 1859 | 1897  | 1906  | 2010 |
| ---- | ----- | ----- | ---- |
| 1829 | ↗1872 | ↗2248 | ↘406 |

## Инфраструктура
В селе имеются Карл-Марксовская средняя общеобразовательная школа, детский сад, дом культуры, фельдшерско-акушерский пункт, отделение почтовой связи.